# Pareto

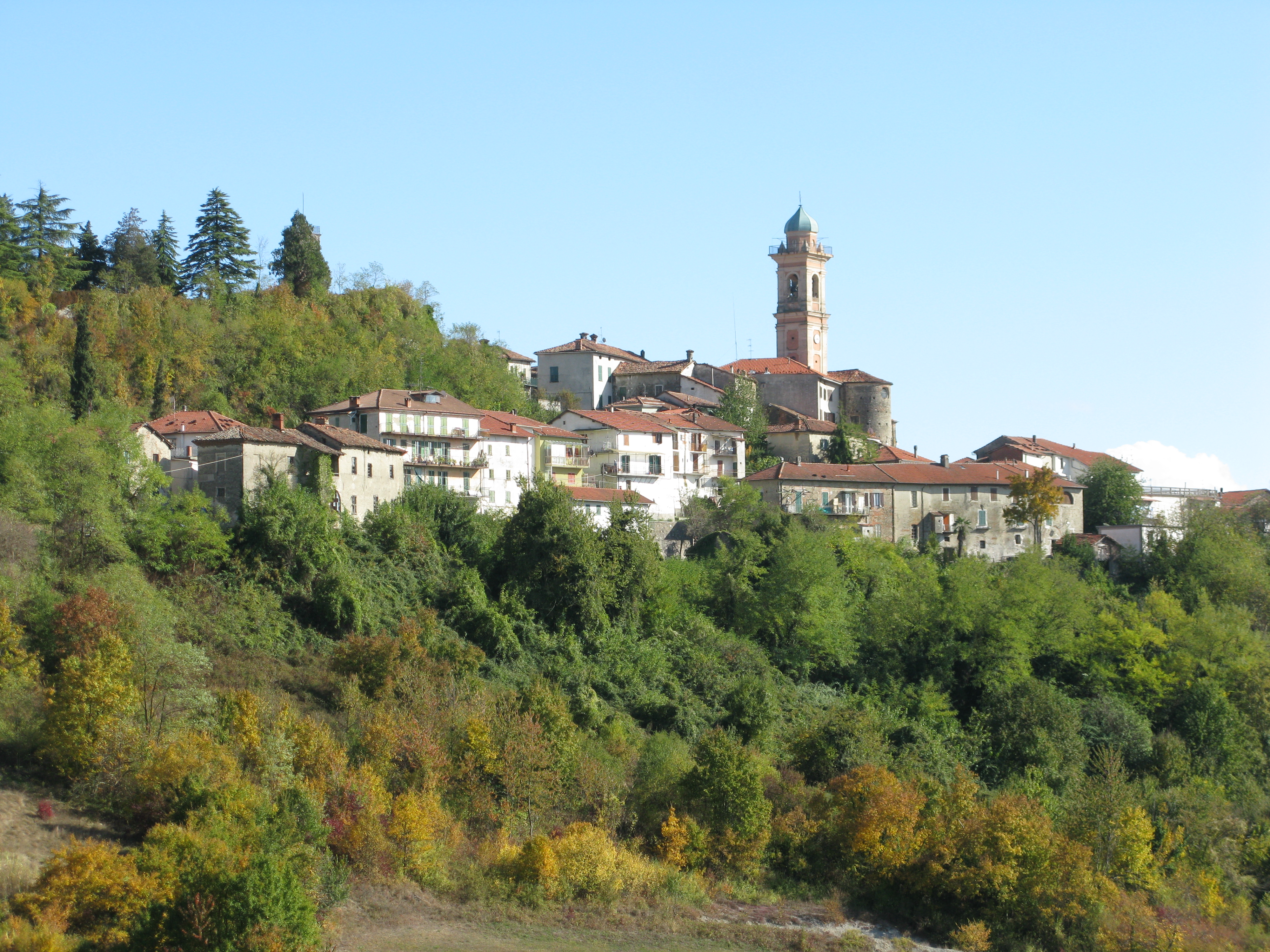
Pareto

Pareto é uma comuna italiana da região do Piemonte, província de Alexandria, com cerca de 688 habitantes. Estende-se por uma área de 40 km², tendo uma densidade populacional de 17 hab/km². Faz fronteira com Cartosio, Giusvalla (SV), Malvicino, Mioglia (SV), Ponzone, Sassello (SV), Spigno Monferrato.

## Demografia
| Variação demográfica do município entre 1861 e 2011                               |
|                                                                                   |
| Fonte: Istituto Nazionale di Statistica (ISTAT) - Elaboração gráfica da Wikipedia |